# Tokijská národní galerie moderního umění
Tokijská národní galerie moderního umění (japonsky 東京国立近代美術館, anglicky National Museum of Modern Art, Tokyo, zkratkou MOMAT) je přední japonská galerie místního moderního výtvarného umění v Tokiu. Sbírky zahrnují umělce západního stylu i stylu nihonga. 
Tokijská národní galerie moderního umění byla prvním národním muzeem umění v Japonsku. Vznikla roku 1952, kdy byla založena jako instituce řízená ministerstvem školství. Architektem budovy byl Kunio Maekawa. Později byly zakoupeny sousední pozemky a muzeum bylo dále rozšiřováno. Nejnovější přestavbu MOMATu navrhl Joširō Taniguči (otec Jošia Tanigučiho, který navrhl rozšíření Muzea moderního umení v New Yorku). 
Sbírka obsahuje mnoho významných japonských umělců od období Meidži a menší množství moderních západních uměleckých děl. Mimo jiné je zde přibližně 8000 výtisků dřevorytů ukijo-e ze sbírky Macukaty Kodžiroa, který je sbíral od počátku 20. století a roku 1925 uspořádal jejich první výstavu v Japonsku.
V roce 1977 se při muzeu otevřela Galerie užitého umění, která shromažďuje a vystavuje textil, keramiku, lakované předměty a další japonská řemesla, jakož i řemesla a design z celého světa od konce 19. století do současnosti. Galerie má vlastní výzkumnou knihovnu.

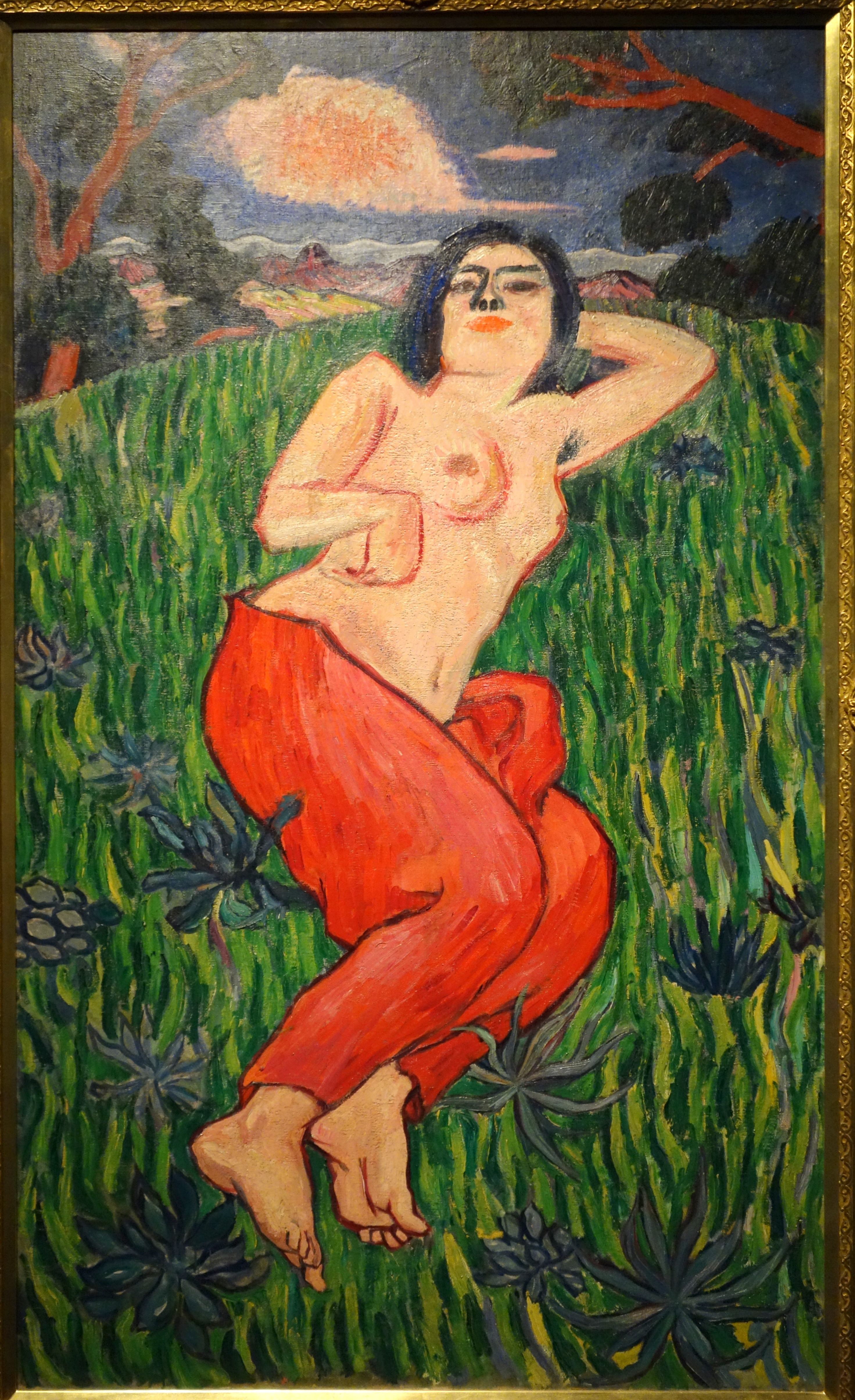
Tecugoro Jorozu, Nahá kráska, 1912
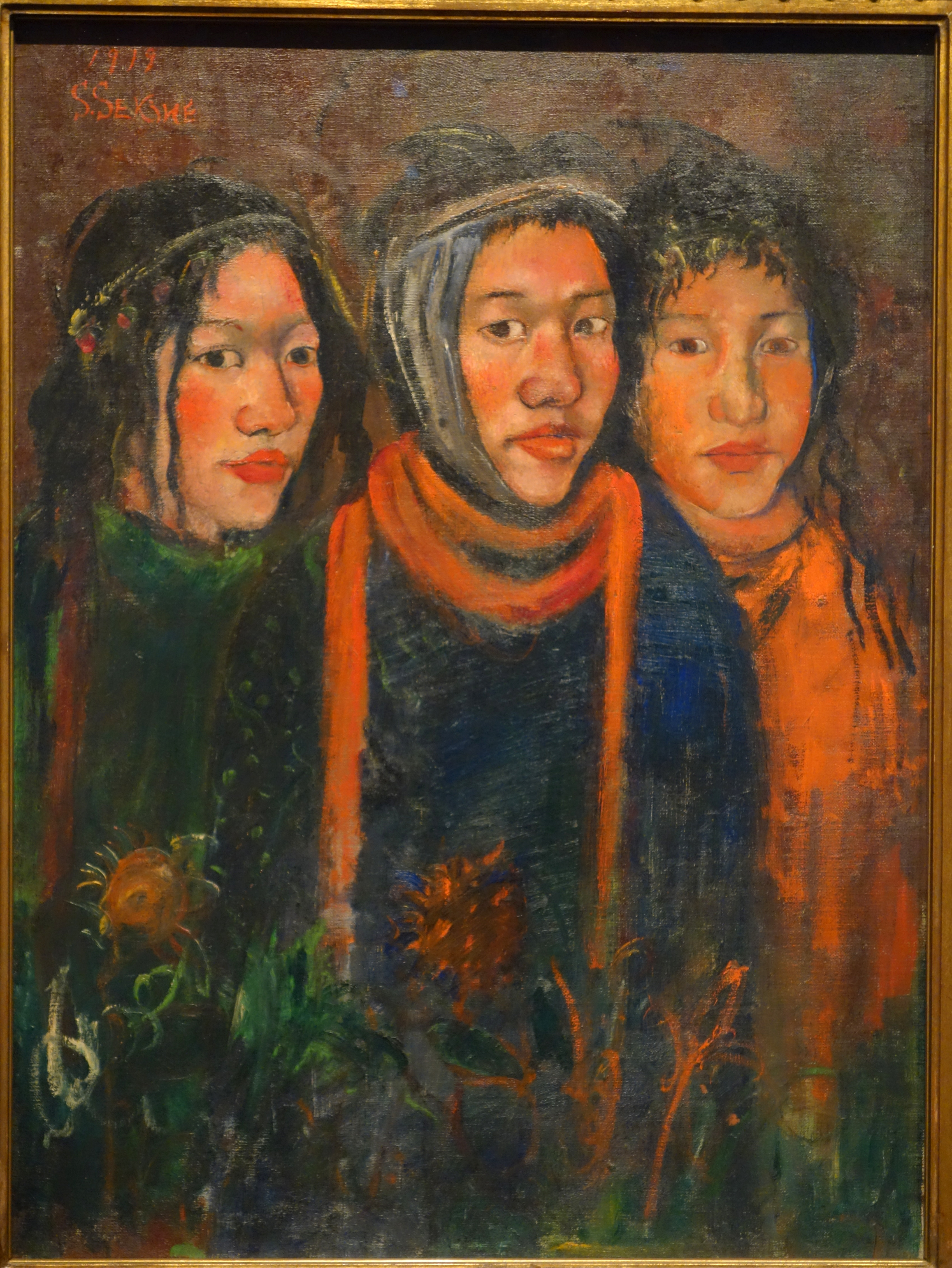
Šodži Sekine, Tři hvězdy 1919
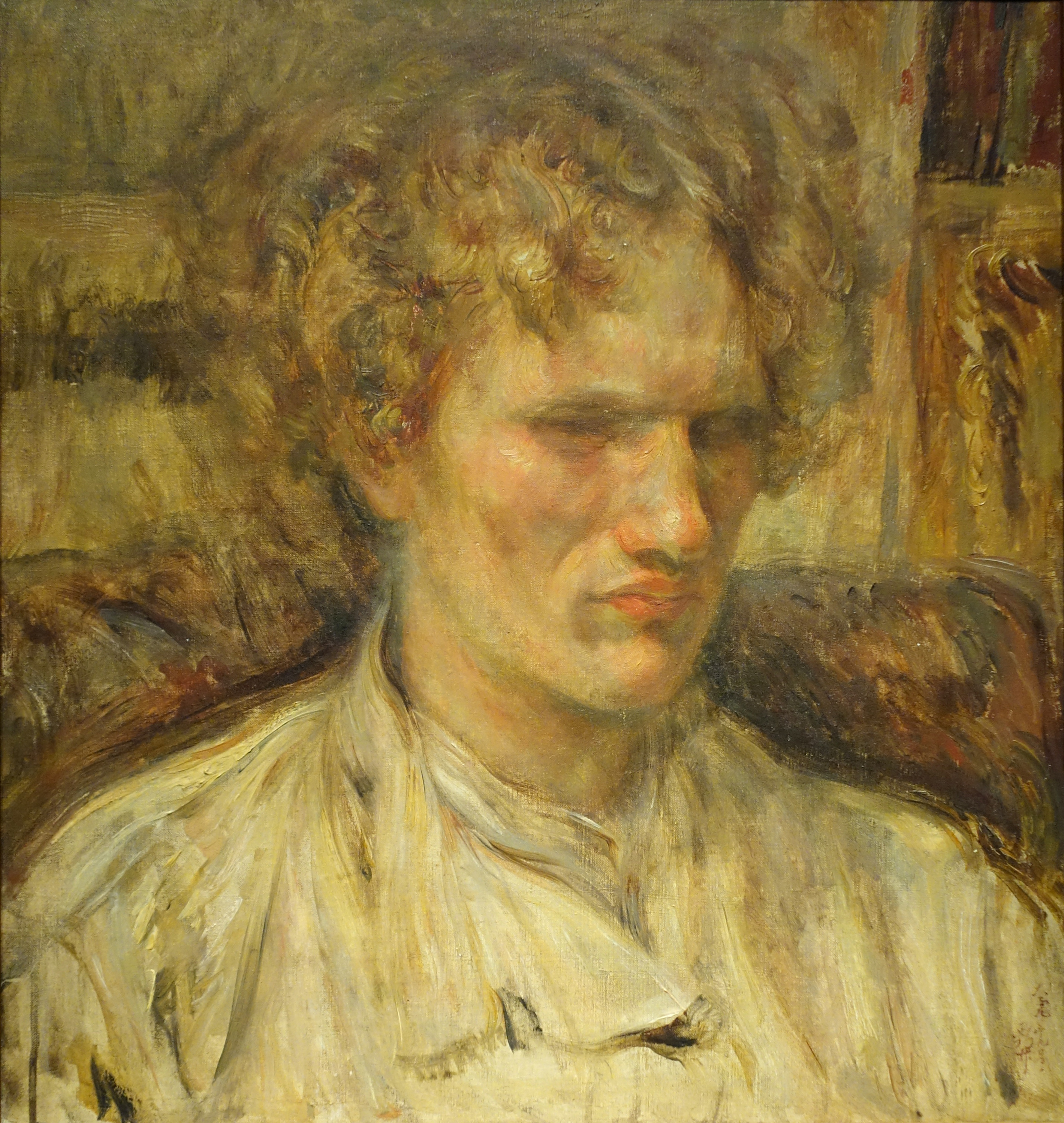
Cune Nakamura, Portrét Vasilije Jarošenka, 1920
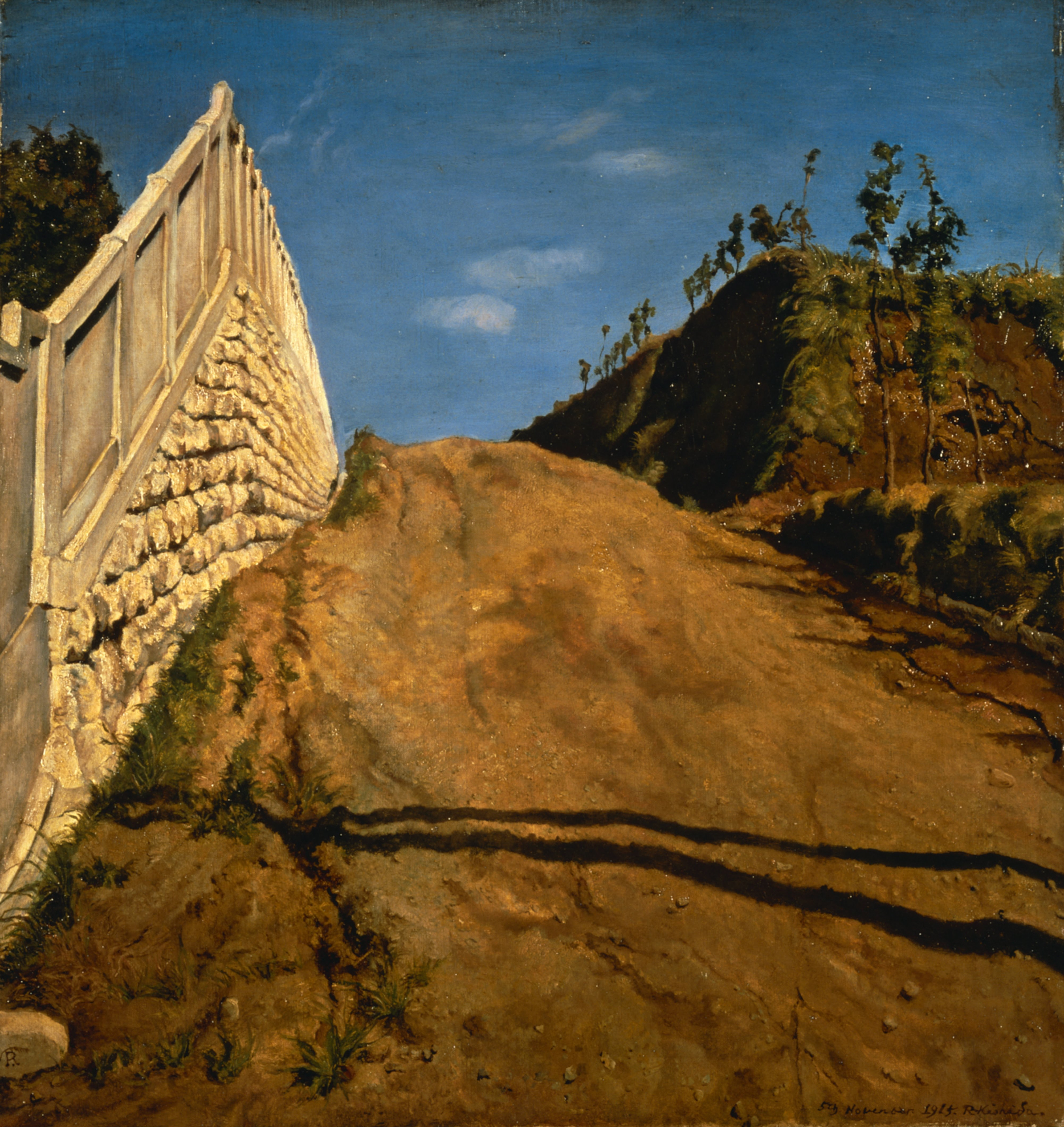
Kišida, Průlom, 1915